# Салаусское сельское поселение
Салаусское се́льское поселе́ние — муниципальное образование в Балтасинском районе Татарстана Российской Федерации.
Административный центр — село Старая Салаусь.

## История
Статус и границы сельского поселения установлены Законом Республики Татарстан от 31 января 2005 года № 49-ЗРТ «Об установлении границ территорий и статусе муниципального образования "Балтасинский муниципальный район" и муниципальных образований в его составе».

## Население
| 2010  | 2011  | 2012  | 2013  | 2014  | 2015  | 2016  |
| ----- | ----- | ----- | ----- | ----- | ----- | ----- |
| 1747  | ↘1746 | ↗1767 | ↗1798 | ↘1777 | ↘1770 | ↘1749 |
| 2017  | 2018  |       |       |       |       |       |
| ↘1747 | ↘1723 |       |       |       |       |       |

## Состав сельского поселения
| № | Населённый пункт | Тип населённого пункта       | Население |
| - | ---------------- | ---------------------------- | --------- |
| 1 | Биктяшево        | деревня                      |           |
| 2 | Новая Салаусь    | деревня                      |           |
| 3 | Сардыган         | деревня                      |           |
| 4 | Старая Салаусь   | село, административный центр |           |

## Знаменитые уроженцы
- Фёдоров, Михаил Владимирович (1904—19??) —  советский военачальник, гвардии полковник. Родился в деревне Биктяшево.